# Seokpo-myeon
Seokpo-myeon (koreanska: 석포면) är en socken i den östra delen av Sydkorea, 190 km öster om huvudstaden Seoul. Den ligger i kommunen Bonghwa-gun i provinsen Norra Gyeongsang. 